# Gasteracantha parangdiadesmia
Gasteracantha parangdiadesmia är en spindelart som beskrevs av Alberto Barrion och James A. Litsinger 1995. Gasteracantha parangdiadesmia ingår i släktet Gasteracantha och familjen hjulspindlar.
Artens utbredningsområde är Filippinerna. Inga underarter finns listade i Catalogue of Life.